# Oostelijk Min

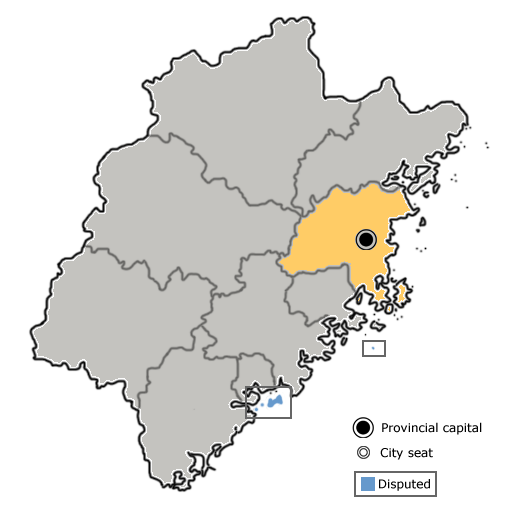
Prefectuurgemeente Fuzhou, het gebied met het grootste percentage Mindongsprekenden

Het Oostelijk Min (Chinees: Mindongyu, 闽东语) is een subtaal van de taal Chinese taal Min. Er zijn ongeveer negen en een half miljoen mensen die dit dialect spreken en verstaan.

## Classificatie
- Sino-Tibetaanse talen
  - Chinese talen
    - Min (taal)
      - Mindong

## Dialectgebied
Het wordt veelal gesproken in Zuid-Oost-Zhejiang, Ningde, Matsu-archipel en natuurlijk Fuzhou en omstreken. Maar ook buiten Fuzhou heeft het grote aantallen Mindong-sprekers. In: Engeland, Nederland, Californië en New York.
De sprekers stonden slecht in het nieuws door dat vele arme Mindongnezen in de afgelopen vijftien jaar zich door middel van containervervoer het nieuwe gastland hebben bereikt. Ook de doden in containers en aan de Zuid-Engelse kust (Mindongnezen die de zeedierenvangst bedreven) waren aanleiding voor minachting van Mindongnezen.
Veel Mindongnezen wonen en werken in de Chinatowns van New York en Londen. Het aantal Mindongnezen groeit ook in de Nederlandse Chinatowns.

## Romanisatie
Het dialect Fuzhou kan worden geschreven in Latijnse letters. Dat schrift wordt in het Standaardmandarijns, Pinghuazi 平話字 genoemd. Maar soms wordt het ook in Internationaal Fonetisch Alfabet of in zhuyin geschreven. De laatste twee worden zeer weinig gebruikt om het Fuzhou op te schrijven.